# Emilio Turati
Emilio Turati, född 27 oktober 1858 i Orsenigo, död 23 september 1938 i Gardone Riviera, var en italiensk greve och entomolog som specialiserade sig på Lepidoptera. Han var son till bankmannen och ornitologen Ercole Turati (1829–1881).